# Klubbsprötad bastardsvärmare
Klubbsprötad bastardsvärmare (Zygaena minos) är en fjäril i familjen bastardsvärmare. 

## Kännetecken
Klubbsprötad bastardsvärmare har ett vingspann på 28 till 39 millimeter. Den har sammanflytande bandformade röda fläckar på de annars gråsvarta framvingarna med metallisk glans i grönt och blått. Bakvingarna är röda med smal mörk kant. Antennerna är klubbformade och relativt breda vilket skiljer arten från den smalsprötade bastardsvärmaren. Larven är vitaktig med svarta fläckar. Kokongen är båtformad och glänsande ljusgrå eller gulbrun och sitter på ett grässtrå eller på en sten nära marken.

## Utbredning
Den klubbsprötade bastardsvärmare finns i Centraleuropa vidare österut genom Ukraina och Turkiet till norra Iran. I Sverige finns den i östra Skåne, östra Småland samt på Öland.

## Levnadssätt
Den klubbsprötade bastardsvärmaren lever på torra blomrika ängsmarker ofta på kalkhaltig sandig mark. Flygtiden är i Sverige från slutet av juni till slutet av juli. Larven lever på bockrot. De övervintrar som larver, troligtvis flera vintrar. 